# Coast to Coast Walk
La promenade côte à côte est un sentier de randonnée pédestre non officiel de 192 milles (309 km) au Royaume-Uni. Il n'est généralement pas balisé et traverse le Nord de l’Angleterre.Imaginé par Alfred Wainwright, il traverse trois parcs nationaux différents : le parc national de Lake District, le parc national de Yorkshire Dales et le parc national des North York Moors. 
Wainwright recommande aux marcheurs de plonger leurs pieds bottés dans la mer d'Irlande à St Bees et, à la fin de la promenade, dans la mer du Nord à Robin Hood's Bay. 

## Histoire et statut
Alfred Wainwright a d'abord décrit la côte à côte dans son livre de 1973, A Coast to Coast Walk. Le livre de Wainwright a depuis été révisé un certain nombre de fois ces dernières années (la plus récente en 2003) avec des mises à jour de l'itinéraire recommandé. 
Le livre de Wainwright décrit l'itinéraire en douze étapes, chacune d'elles se terminant par un bivouac avec au moins un hébergement de nuit à proximité. À raison d'une étape par jour et d'un ou deux jours de repos sur l'itinéraire, le sentier peut être réalisé en deux semaines. Les blogs des randonneurs l'ayant emprunté témoignent que c'est la manière la plus courante de le réaliser. Cependant, Wainwright déclare explicitement qu'il ne souhaitait pas que les gens s'en tiennent à ces étapes quotidiennes, ni même à son itinéraire. Par exemple, la majorité des étapes de Wainwright commencent et se terminent à un niveau bas avec une seule montée-descente au cours de la journée : de nombreux marcheurs ont divisé l'étape de Borrowdale-Patterdale à Grasmere afin de maintenir ce schéma et d'éviter d'avoir deux passages en montée importants en une journée. Le fractionnement de deux ou trois étapes supplémentaires plus longues et l'ajout d'un ou deux jours de repos supplémentaires réduisent la durée moyenne de la journée à 10 ou 12 milles (16 à 20 km) et rendent la marche plus facile en trois semaines, permettant ainsi de profiter des lieux et des paysages. Une activité approuvée par Wainwright.

« Je souhaite encourager chez d'autres l'ambition de concevoir, à l'aide de cartes, leurs propres marathons sur plusieurs pays et de ne pas simplement suivre les itinéraires d'autrui: les possibilités d'originalité et d'initiative sont illimitées »

— A. Wainwright,  Une promenade d'un océan à l'autre
Bien que non officielle, la promenade côte à côte utilise les droits de passage publics (sentiers pédestres publics, pistes et routes secondaires), des sentiers permissifs et des terrains d'accès ; c'est l'un des plus populaires de tous les sentiers de grande randonnée du Royaume-Uni. Malgré cela, il n’a pas le statut de sentier national. En 2004, le sentier fut désigné comme la deuxième meilleure randonnée du monde selon un sondage effectué par des experts. Les Harveys publient deux cartes en bandes dédiées, à l’échelle 1/40 000. 

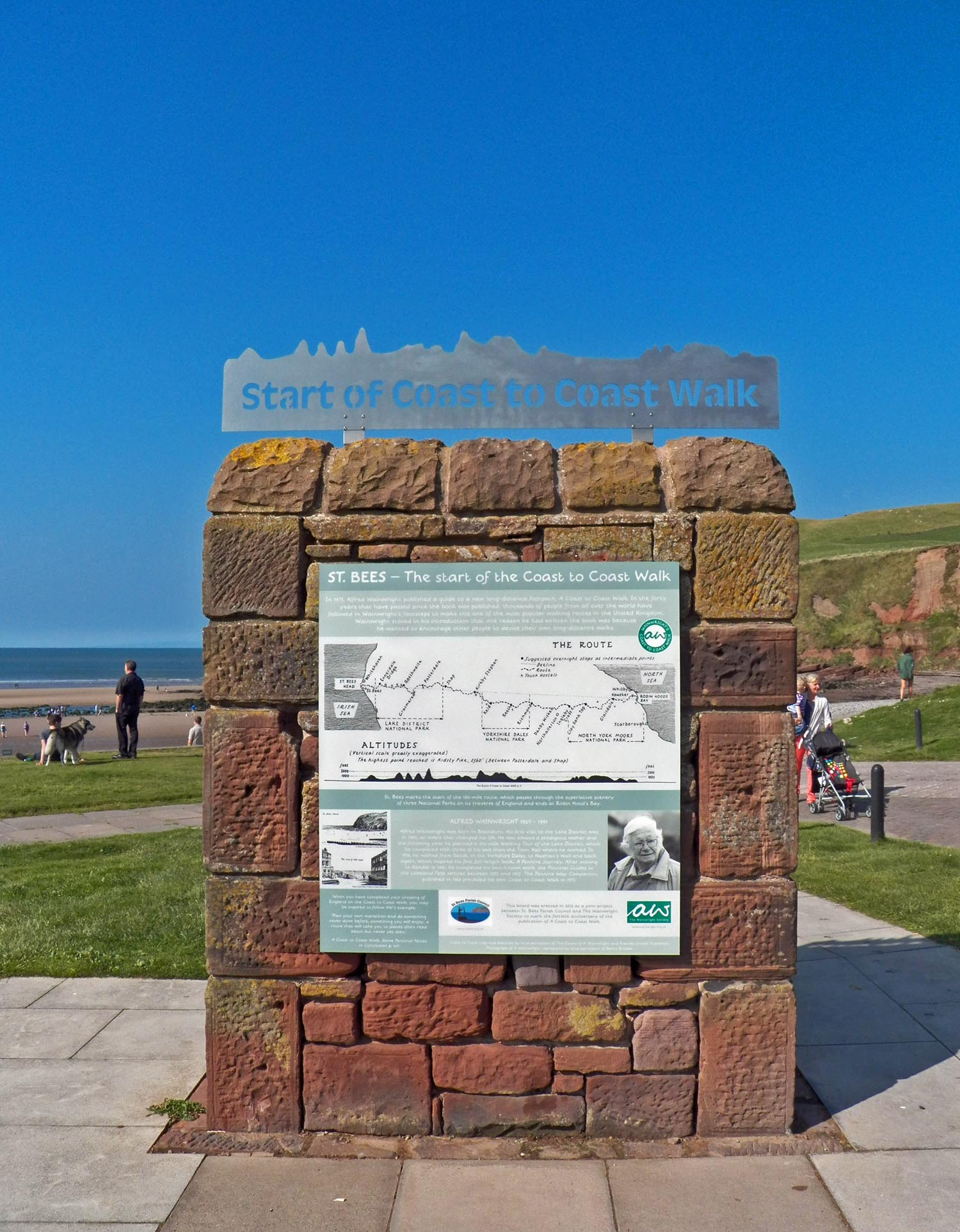
Le début de la promenade côte à côte à Wainwright sur la plage St Bees Seacote. Enseigne rénovée en 2013 et bannière de départ en acier inoxydable ajoutée; un projet conjoint de la société Wainwright et du conseil de la paroisse St Bees.

## Route

Route de côte à côte

La description dans cette randonnée est donnée d'ouest en est. C’est le sens la plus populaire et celui donnée dans les guides originaux ainsi que par la plupart des guides actuels et qui maintient le vent et la pluie dominants dans le dos ainsi que le coucher de soleil. Certains marcheurs partent de la côte est, soit parce qu'ils souhaitent que le Lake District soit l'apogée de leur promenade, soit parce qu'ils ont déjà parcouru le chemin dans la direction habituelle. 
Le parcours de Wainwright commence à St Bees dans la Cumbria, sur la mer d'Irlande. Il traverse la plaine côtière de l'ouest de la Cumbrie et la région des lacs et pénètre dans le North Yorkshire en traversant les Pennines. Il traverse ensuite les Yorkshire Dales, le Vale of York et les North York Moors pour atteindre la côte de la mer du Nord à Robin Hood's Bay. 

### Lake District
- Depuis la petite ville balnéaire de St Bees, où se trouve un monument "C to C" près de la station de sauvetage, l'itinéraire suit les falaises de St Bees. De là, dirigez)vous vers le nord sur quelques kilomètres avant de vous diriger vers l'intérieur pour traverser les villages de Sandwith, Moor Row et Cleator dans la plaine ouest de Cumberland. Il monte ensuite sa première colline (Dent) et suit sa première vallée (Nannycatch) avant d’atteindre Ennerdale Bridge.
- Le chemin monte dans la vallée d'Ennerdale en longeant Ennerdale Water et passe devant l'auberge de jeunesse Black Sail Hut. Il monte le long du Loft Beck jusqu'aux collines au nord de Great Gable, passe devant le chantier en ardoise et le tramway de Honister et descend jusqu'à Rosthwaite à Borrowdale.
- Pour quitter Borrowdale, l'itinéraire passe par Stonethwaite et longe le ruisseau jusqu'à Greenup Edge, avant de longer la crête de Helm Crag et de descendre au village de Grasmere.
- De Grasmere, l'itinéraire monte jusqu'au col de Grisedale Hause d'où Wainwright propose trois itinéraires au choix: soit par les montagnes de Helvellyn ou de St Sunday Crag, soit par une descente plus facile dans la vallée de Grisedale, les trois options se réunissant à Patterdale.
- De Patterdale, une montée raide mène à Angle Tarn et Kidsty Pike, à 780 mètres (2 560 pieds), point culminant de la promenade. Il y a ensuite une descente raide à Haweswater d'où la route suit la rive nord du lac avant de quitter le Lake District et de visiter l'abbaye de Shap et le village de Shap lui-même.

### Westmorland et Yorkshire Dales
- De Shap, la route traverse la chaussée calcaire du plateau de Westmorland jusqu’au village d’Orton et jusqu’à Kirkby Stephen.
- La route monte alors vers le principal bassin versant ouest / est de l'Angleterre (qui forme la frontière du Yorkshire) sur la crête de Nine Standards Rigg, d'où partent des sentiers de landes et des ruisseaux situés en montagne dans Swaledale. Pour aider à atténuer les effets de la fatigue, il existe des itinéraires alternatifs à différents moments de l'année. Presque exactement à mi-chemin de son parcours, la côte à côte traverse le Pennine Way à Keld.
- Après Keld, vous avez le choix entre deux itinéraires, haut (ouvert et venteux) ou bas (au bord de la rivière, avec des salons de thé et des pubs), les deux conduisant à Reeth.
- Dans la partie inférieure de Swaledale, la route passe par le prieuré de Marrick, à travers une colline boisée jusqu'au bourg de Richmond.

### Vale of Mowbray et North York Moors
- Après Richmond, la route passe près de la rivière Wiske à travers les terres agricoles plates de la vallée de Mowbray (extension nord de la vallée de York) jusqu'au village de Danby Wiske et jusqu'à Ingleby Cross.
- La route monte ensuite jusqu’à la limite ouest des North York Moors pour rejoindre Cleveland Way[3] et Lyke Wake Walk[4],[5],[6]. Elle rejoint alors les principaux sommets des collines de Cleveland (lieu connu sous le nom de «Cleveland Frontline») lorsqu’il monte et tombe au Clay Bank Top. Wainwright a déclaré que le chemin de Luke Lake Walk constituerait une fin acceptable de sa «promenade d'un océan à l'autre»[1] bien que l'ancienne se termine à Ravenscar, à 4 miles au sud de Bay Town, point final de la route de Wainwright.
- La route continue avec Cleveland Way et Lyke Wake Walk, traversant Urra Moor jusqu'à Bloworth Crossing, où Cleveland Way tourne au nord et où le chemin se poursuit à l'est en longeant le chemin de fer démantelé de Rosedale Railway jusqu'à Blakey Ridge et le Lion Inn.
- Ensuite, la route se poursuit autour de Rosedale avant de se séparer du chemin de Lyke Wake Walk au pied de la Millenium Stone et de contourner Great Fryup Dale avant de descendre Glaisdale Rigg jusqu'au village de Glaisdale. De là, un sentier forestier mène au pont d'Egton où l'itinéraire suit une ancienne route à péage menant à Grosmont.
- Après une montée hors de Grosmont, la route traverse Sleights Moor avant de tomber dans Littlebeck Wood (avec un ermitage sculpté dans un bloc rocheux et la cascade Falling Foss). De là, la route traverse Low et High Hawsker pour atteindre le sommet des falaises de la côte est, où elle rejoint la Cleveland Way. Le sentier suit ensuite la côte vers le sud jusqu'au village de Robin Hood's Bay.

## Lieux d'intérêt
Le parcours traverse les collines suivantes : 
- Bosse
- High Stile (variante)
- Casque Crag (facultatif)
- Helvellyn et St Sunday Crag (variantes)
- Kidsty Pike
- Nine Standards Rigg / Hartley Fell
- Carlton Bank
- Cringle Moor / High Blakey Moor / Glaisdale Moor
- Urra Moor

## Traversées
En 1991, Mike Hartley assurait avoir parcouru le chemin en 39 heures, 36 minutes et 52 secondes, établissant un nouveau record. Ce record battait le précédent établi en 1985 par Mike Cudahy, qui l’effectua en 46 heures et 49 minutes. 
|                             |
| St Bees South Head et plage |

|                                                                            |
| St Bees: Départ du sentier en hiver (Le "Wainwright wall" en arrière-plan) |

|                                     |
| Ennerdale Water depuis Anglers Crag |

|                |
| Nine Standards |

|                   |
| The Cleveland Way |

|                  |
| Robin Hood's Bay |

## Sources supplémentaires
- Alfred Wainwright, A Coast to Coast Walk: A Pictorial Guide (Wainwright Pictorial Guides), Londres, UK., Frances Lincoln, 2003, 208 p. (ISBN 978-0-7112-2236-6)